# Reza Anduz
Reza Anduz (ur. 31 marca 1965) – irański zapaśnik w stylu klasycznym. Olimpijczyk z Seulu 1988, gdzie odpadł w eliminacjach w wadze 74 kg. Srebrny medal na igrzyskach azjatyckich w 1986 roku.